# Eosentomon dawsoni
Eosentomon dawsoni – gatunek pierwogonka z rzędu Eosentomata i rodziny Eosentomidae.

## Taksonomia
Gatunek ten opisany został w 1952 roku przez Bruna Condé i nazwany na cześć E. W. Dawsona. Søren Ludvig Tuxen dokonał jego redeskrypcji w 1964 i ponownie 1986 roku. 

## Opis
Długość wyciągniętego ciała 800 μm. Długość przedniej stopy mierzonej bez pazurka 79 μm. Narządy gębowe typu eosentomidalnego. Żuwaczki zakończone trzema małymi ząbkami. Szczecinki labrum obecne. Apodemy nadustka z dobrze rozwiniętym połączeniem przednim. Pseudooczka prawie okrągłe ze środkową globulą. Przednie stopy z kompletem szczecinek. Empodium przednich stóp długości pazurka. Empodium stóp środkowych i tylnych długości 1/5 pazurka. Kolce stóp tylnych wyraźne. Chetotaksja odwłoka tego gatunku wyróżnia się spośród innych nowozelandzkich korczyków (Eosentomon sp.) tym, że sterna odwłokowe IX i X mają po 4 szczecinki, tergum XI ma ich 4, a tergum X ma 2. Łuska genitalna (squama genitalis) z wyrostkiem caput processus kształtem przypominającym kaczą głowę, kwadratowo zgiętym za linią środkową, wyrostkiem corpus processus z wcięciem, a wyrostkiem filum processus całkiem długim, bardzo słabo proksymolateralnie zesklerotyzowana.

## Występowanie
Gatunek ten jest endemitem Nowej Zelandii, gdzie znany jest wyłącznie z Wyspy Północnej.